# ПВК «Патріот»
ПВК «Патріот» (рос. ЧВК «Патриот») — російська приватна військово-охоронна компанія, що комплектується найманцями. ПВК «Патріот» є прямим конкурентом групи Вагнера. ПВК «Патріот» тісно співпрацює з Міноборони РФ і військовою розвідкою. На відміну від групи Вагнера, в роті повинні працювати по суті досвідчені солдати з бойовим досвідом. Найманці також краще оснащені та навчені. За даними ЗМІ, бійці ПВК «Патріот» отримуватимуть щомісячну зарплату від 6300 до 15800 доларів США.

## Вторгнення в Україну 2022 року
У груднi 2022 року речник Східного угруповання військ Збройних Сил України Сергій Череватий в ефірі українського національного телемарафону повідомив, що міністр оборони РФ та воєнний злочинець Сергій Шойгу відправив свою ПВК «Патріот» воювати під Вугледар.